# Моржі (присілок)
Моржі́ (рос. Моржи) — присілок у складі Орловського району Кіровської області, Росія. Адміністративний центр Орловського сільського поселення.
Населення становить 307 осіб (2010, 331 у 2002).
Національний склад станом на 2002 рік — росіяни 96 %.